# HIV 양성 인구

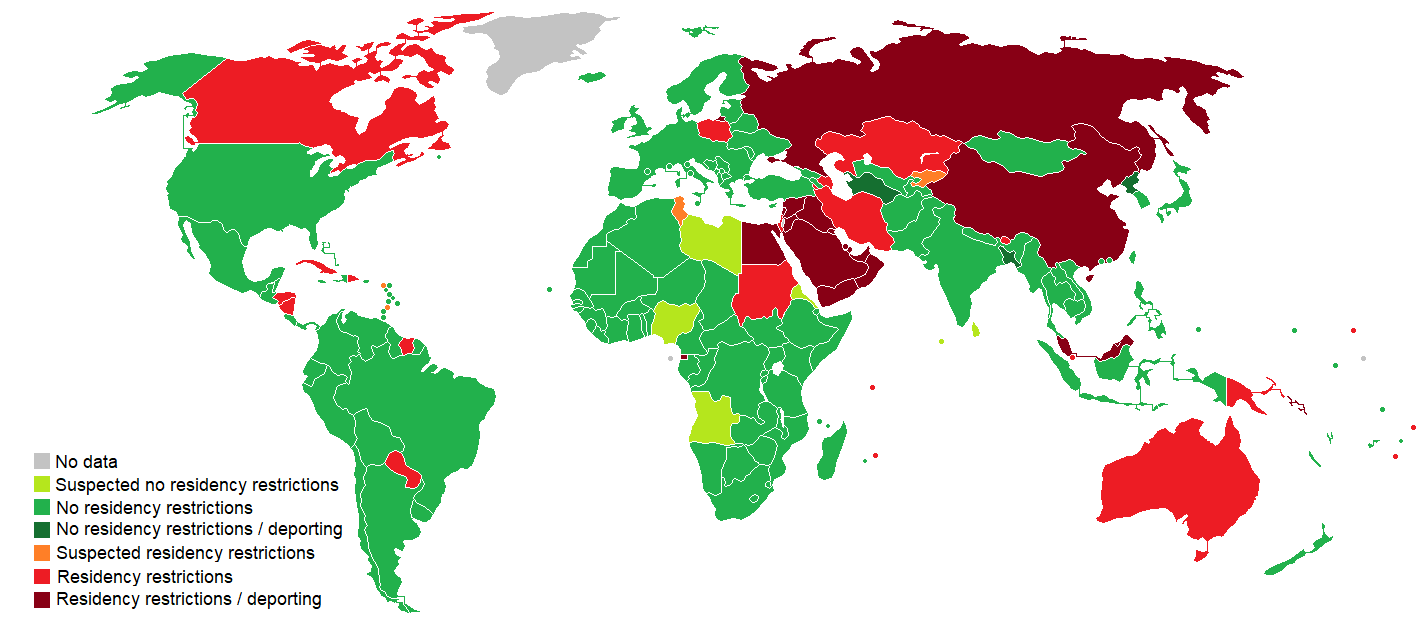
2021년 2월 기준 전 세계의 HIV 양성 인구를 그린 지도.

HIV 양성 인구, HIV 양성인, HIV에 감염된 사람(people who live with HIV)이란 현재 불치병인 AIDS의 감염체인 HIV에 감염된 사람들을 의미한다.
세계 보건 기구(WHO)와 유엔 에이즈 합동 계획(UNAIDS)에 따르면 2020년 기준 전세계에서 약 3,770만명이 HIV에 감염되어 있는 상황이다. 2020년 한 해 동안 새롭게 HIV에 감염된 사람은 150만명이며, 한 해 동안 68만명이 에이즈 등 HIV로 인해 발생한 질병으로 사망하였다. 신규 감염자의 2/3 이상이 사하라 이남 아프리카에 살고 있다.

## 양성인 단체
대부분의 공동체에서는 HIV 진단에 따르는 수많은 오명과 차별 때문에 이에 대응하는 감염자 모임들이 형성되었다. 이런 집단, 특히 영어권 공동체에서 HIV 양성인을 일컫는 단어는 HIV/AIDS와 함께하는 사람들(People Living With HIV/AIDS)이다. 이를 영어 약자로 PLWHA나 PLHIV라고 한다. 그 외에도 "양성인"(People Living Positively)이라는 말을 쓰기도 한다.

## 같이 보기
- AIDS를 가진 사람
- 혈청 상태
- HIV 양성인 인물 목록